# Gareth Williams
Gareth John Williams (Glasgow, Escocia, 16 de diciembre de 1981) es un exfutbolista escocés. Jugaba de volante y su primer equipo fue Nottingham Forest. 

## Selección nacional
Ha sido internacional con la Selección de fútbol de Escocia, ha jugado 5 partidos internacionales.

## Clubes
| Club                       | País                  | Año       |
| -------------------------- | --------------------- | --------- |
| Nottingham Forest          | Bandera de Inglaterra | 2001-2004 |
| Leicester City FC          | Bandera de Inglaterra | 2004-2007 |
| Watford FC                 | Bandera de Inglaterra | 2007-2009 |
| Europa Point Football Club | Bandera de Gibraltar  | 2016      |

- Datos: Q195021
- Multimedia: Gareth Williams / Q195021